# Trás-os-Montes (filme)
Trás-os-Montes é uma docuficção (com elementos etnográficos) portuguesa de 1976, realizada, escrita e produzida por António Reis e Margarida Cordeiro. É protagonizada por um ensemble cast de atores não-profissionais, habitantes de localidades em Bragança e Miranda do Douro, que interpretam versões ficcionalizadas de si mesmos e dos seus antepassados. A longa-metragem retrata personagens típicas da Terra Fria, o nordeste montanhoso de Portugal, inventariando hábitos seculares, num ambiente rural majestoso.
O filme foi estreado comercialmente nos cinemas de Portugal a 11 de junho de 1976, e de França, a 22 de março de 1978. A linguagem fílmica acentuadamente poética distinta da narrativa clássica, fizeram de Trás-os-Montes uma das obras com maior impacto no cinema português, não só no movimento do Novo Cinema, como no legado nas docuficções portuguesas. A produção resultou também numa média-metragem documental para a RTP, intitulada Domus de Bragança.

## Enredo
Ouve-se um chamamento, entrecortado com assobios, junto de figuras antropomórficas inscritas numa rocha, remontando ao II e III milénio a.C. As raízes históricas de Trás-os-Montes são ancestrais e inscrevem-se na tradição galaico-portuguesa. O rio Douro e o seu enquadramento agreste são o décor natural de uma paisagem humana rica em tradições e práticas sociais que se perdem no tempo. Numa aldeia do Douro, um rapaz entra numa casa, onde se ouve uma mulher de negro a contar a história da Branca-Flor a duas crianças que comem uma romã. Nessa noite, um comboio chega a uma estação transmontana.
Luís brinca com uma bola, um presente do seu pai, que chegou no dia anterior do Porto. Com os amigos, decide ir jogar para a rua. Passam por um baile de aldeia, onde Luís diz ao amigo Armando que uma das raparigas de negro se parece a sua irmã. Armando comenta que não a vê desde que ela se casou. Os rapazes perseguem gansos que os levam até à ribeira. Nas margens brancas, divertem-se a atirar pedaços de gelo contra a água.
Quando Luís regressa a casa, a sua mãe, Ilda, diz-lhe que pode ir à Casa Grande. Com Armando, o rapaz aventura-se pela Casa Grande, espreitando pelas janelas, olhando para retratos emoldurados, descobrindo estantes, até que encontram uma grafonola. Ao regressar a casa, os jovens descrevem o que encontraram.
Luís lava-se na pia de um lavatório de ferro e pergunta a Ilda como era o avô, de quem não se lembra. Com flores brancas nos braços, a mãe acompanha o filho por caminhos repletos de neve até chegar ao cemitério. Quando Luís torna a fazer perguntas sobre o avô, Ilda conta-lhe que ele foi para a Argentina e que só o conheceu aos dez anos. Na altura, vivia com a mãe e a avó, que um dia a chamam para ir mudar de roupa para conhecer o pai. Vê-se depois a despedida: um homem monta o cavalo e afasta-se num longo caminho, sempre acompanhado pelo aceno de Ilda, em criança.
Quando Luís acorda, veste umas roupas medievais. Sai com Armando, vestido de igual forma, para passear pelo campo e apanhar lenha. Os rapazes atravessam uma ponte, continuam a correr pelos campos e brincam às escondidas. Numa gruta, encontram uma donzela e a sua aia. Elas pedem-lhes que não regressem a casa, porque na aldeia ninguém os reconhecerá. Os jovens atravessam a ponte em sentido contrário e vêem Montesinho, mas a aldeia ao longe não parece a mesma. À chegada, perguntam a uns idosos pelas suas casas, do Armando Manuel e do Luís Ferreira, e os velhos respondem-lhes que eles morreram há muitos anos e que são os seus antepassados na sétima geração. Os jovens perguntam-se se o seu passeio não terá durado centenas de anos. Na Domus Municipalis de Bragança, lê-se a carta de 1339 em que D. Diniz dá, a Branca Lourenço, a sua vila de Mirandela.
A mãe de Armando chama o filho para escreverem uma carta ao pai. A criança escreve enquanto a mãe dita: diz que estão bem, têm muitas saudades, andam a tratar das crias de vitelo e que o dinheiro é pouco. São os idosos, mulheres e as crianças, trabalhadores da agricultura de subsistência e do coletivismo pastoril, os que ficaram. Enquanto as crianças brincam, os mais velhos falam sobre a violência do trabalho das minas.
Uma mulher fia quando se solta um boi. O evento leva uma criança a magoar-se. Mais tarde, duas mulheres trabalham num tear, até que uma delas se vai embora para ir ver se a criança, a filha de Mariana, está melhor ou se é necessário chamar-se o médico. Mariana passa com um burro e perguntam-lhe pela filha. Depois de dizer que a menina se vai embora, é dito o lugarico:
Ã Trás-dels-Montes, destrito de Bergança
Hai ũ lhogarico que se chama Costantĩn.
Queda lui longe de la cidade grande.
Alredor hai centeno i la selombra de carbalhos bielhos.
Els telares báten alegremente.
Els carros de las bacas chílran pu las rúes mui streitas.
Las rapazas bãn a buscar auga a la fônte
i ls garotos bãn a apanhar lhenhaxseca.
La gente de Costantĩn soũ probes!…
Bibos eilhos soũ els moradores de l’aldée de Constantĩn…
Mortos, söũ l pôlo de l’aldée de Costantĩn.
Mariana percorre campos no seu burro. Uma criança interrompe a sua brincadeira para ler, titubeante, uma carta do pai à mãe analfabeta. Comenta-se que todos partem, que no dia anterior foi a vez da filha da Mariana. Na estação ferroviária, o comboio parte.

## Elenco
Interpretando versões ficcionalizadas de si mesmos, Trás-os-Montes conta com um ensemble cast de atores não-profissionais, habitantes de localidades de Bragança (nomeadamente, Espinhosela, Portelo e Varge) e de Miranda do Douro (Cércio, Constantim, Duas Igrejas, Palaçoulo e Paradela), para além da participação de membros do Grupo de Pauliteiros de Miranda do Douro.
- Albino S. Pedro, como Pastor.[3]
- Carlos Margarido, como Carlos.
- Mariana Margarido, como Mariana;
  - Adília Cruz Pimentel (Mariana em criança).
- Luís Ferreira, como Luís.
- Armando Manuel, como Armando.
- Rosália Comba, como Filha de Mariana.
- Rui Ferreira, como Rui.
- Ilda Almeida, como Ilda;
  - Natália Soeiro (Ilda em criança).
- Fortunato Pires, como Ferreiro.
- Maria da Glória Alves, como Pastora.
- José Manuel Fernandes, como Pastor.

###### Elenco adicional
- Isilda Vaz;[7]
- Amílcar Margarido;
- Pedro Paulo;
- Olinda Monteiro;
- Teresa Rodrigues;
- José Rodrigues;
- José António;
- Albino Moura;
- Carlos Patrício;
- João Palhão;
- Amador Antão;
- Piedade Esteves;
- Ana Meirinhos;
- José Veloso;
- Adília Martins;
- Ana Maria das Neves;
- Maria Piedade Alves;
- Manuel Marques;
- António Velho;
- Carlos Velho;
- Isabel Pires;
- Maria da Glória Novais Velho;
- Miquelina Coelho;
- José Luís Coelho;
- Manuel Ferreira.

## Equipa técnica
- Realização, som e montagem: António Reis e Margarida Cordeiro.[13]
- Argumento: António Reis e Margarida Cordeiro.
- Direção de fotografia: Acácio de Almeida.[14]
- Iluminação: João Silva.
- Operador de som: João Diogo.
- Mistura de som: J. Maria Sam Mateo e João Carlos Gorjão.[15]
- Direção de produção: Pedro Paulo.
- Gráfico: Herlander Egídio Sousa.

## Produção

### Desenvolvimento
Numa entrevista de abril de 1974 a João César Monteiro acerca de Jaime, António Reis faz uma referência a um projeto de média-metragem que estaria a desenvolver com Margarida Cordeiro, intitulado Nordeste, e descreve as intenções do casal para o que viria a tornar-se Trás-os-Montes: "estamos empenhados numa luta idêntica e considero um dever histórico – até por respeito para com todos os Nordestes que existem ainda no mundo – chegar a tempo. Perder valores de imaginação, valores poéticos, lúdicos, arquitectónicos, de fauna e de flora, perdermos esse Nordeste, é como perdermos, para sempre, espécies da natureza e, um dia, talvez soframos horrivelmente, ao imaginá-las em álbum, se existirem. (...) Neste momento em que tudo se homogeneíza, no péssimo sentido, considero gravíssimo que não façamos tudo o que está ao nosso alcance para impedir essa destruição, ainda que seja apenas através de um filme".
O desenvolvimento do filme foi longo. Os cineastas, interessados nos problemas antropológicos colocados à região estudaram a arquitetura celta e ibérica, procurando promover uma reinterpretação da paisagem. Reis e Cordeiro viajaram de autocarro até várias aldeias transmontanas, onde passeavam a observar os habitantes, desenvolvendo amizades, fotografando locais, escrevendo notas sobre as diferenças de cenário consoante a estação do ano e compondo ideias.
Para uma sequência na Domus Municipal de Bragança, foi traduzido um excerto de Muralha da China de Franz Kafka em Mirandês. A cena da despedida de Ilda ao seu pai foi planeada para que reproduzisse fielmente a descrição desse evento verídico tal como fora descrito a Margarida Cordeiro. O argumento inclui ainda um excerto do conto celta Peredur fab Efrawg e, para uma sequência em que Luís e Armando passeiam sem noção da passagem dos anos, os autores adaptaram um conto chinês. Segundo, Margarida Cordeiro "quem teve uma infância tem magia, não acha? (...) O conto dos antepassados dos miúdos é um conto chinês. Assim como aquela aldeia, em que o pó da aldeia são os habitantes antigos da aldeia também é um fragmento chinês".
A longa-metragem foi produzida pelo Centro Português de Cinema a partir de um subsídio do Instituto Português de Cinema, do Ministério da Comunicação Social e patrocínio da Fundação Calouste Gulbenkian, Rádio Televisão Portuguesa e Tóbis Portuguesa. O financiamento foi garantido graças à desistência de Paulo Rocha para avançar com a candidatura de A Ilha dos Amores, cedendo, em 1975, o lugar a António Reis e Margarida Cordeiro. As verbas concedidas totalizaram cerca de 900 contos.

### Rodagem
António Reis e Margarida Cordeiro filmaram entre os meses de junho e setembro de 1974. Ao longo de aproximadamente 70 dias de produção, a equipa percorreu cerca de 10.000 quilómetros por várias aldeias de Bragança e Miranda do Douro: por ordem de aparecimento na montagem, Serra da Nogueira, Águas Vivas, Rabal, Babe, Rebordãos, Duas Igrejas, Gimonde, Rio de Onor, Rio Rabaçal, S. J. de Palácios, Serra de Montesinho, Portelo, Alfenim, Montesinho, Bragança, Pinela, Algoso, Espinhosela, Nozedo de Baixo, Rio Tuela, Campo de Víboras, Palaçoulo, Sendim, Barragem de Bemposta, Miranda do Douro, Silva, Penas Roías, S. Martinho, Vila Chã, Angueira, Ifanes, Bemposta, Miranda do Douro, Rio Douro, Nazo, Cércio, Freixiosa, Sanhoane, Vilar do Rei, Fonte Aldeia, Malhadas, Urrós, França e Val de Águia.
Os realizadores criaram relações de amizade com todos os membros do elenco, não só para facilitar a relação de trabalho, mas também para que a presença do material de rodagem nas suas casas não os intimidasse. Optou-se por rodar em película de 16 mm, dada a maior ligeireza do equipamento. A relação entre cineastas e colaboradores foi também facilitada pela partilha da mesma cultura de trabalho. Definindo-se como "camponeses do cinema", Reis e Cordeiro chegaram a ter dias de rodagem de dezoito horas, durante os quais contavam com a dedicação de todos os envolvidos: "penso que eles gostavam muito de nos ver trabalhar. E quando tínhamos necessidade que eles continuassem a trabalhar connosco, mesmo deixando os animais sem comer ou as crianças sem serem tratadas, eles não o sentiam, na minha opinião, como um constrangimento" (António Reis). A cena da despedida de Ilda ao seu pai foi planeada com pormenor, inclusivamente tendo em consideração uma hora do dia específica para que a sombra de Natália Soeiro se prolongasse com a dimensão pretendida pelos realizadores.

## Domus de Bragança
Domus de Bragança é uma média-metragem documental portuguesa de 1975, realizada e escrita por José Álvaro Morais. Depois da experiência de assistência de realização nos anos 60 e as curtas-metragens escolares realizadas em Bruxelas (Bélgica), a Revolução de 25 de Abril motivou o regresso de Morais a Portugal. Este seu primeiro trabalho no país contaria com a colaboração de Reis e Cordeiro.
Completo em 16 mm, o documentário é composto por imagens inéditas que não foram incluídas na montagem final de Trás-os-Montes. Segundo Morais, a obra "é um trabalho de montagem, praticamente. A única coisa que eu filmei foi uma entrevista ao António Reis e à Margarida Martins Cordeiro sobre a rodagem do Trás-os-Montes, e o Domus de Bragança é feito a partir de um material lindíssimo, (...) imagens a preto e branco que o Acácio de Almeida (...) por sua livre iniciativa fez durante a rodagem do filme, que foi muito longa (...). E montei essas imagens do Acácio para 'ilustrar', passe a imodéstia, a entrevista que fiz, na própria sala do Centro Português de Cinema onde eles estavam a montar o Trás-os-Montes".

## Temas e estética
Trás-os-Montes cruza elementos de documentário, filme etnográfico e ficção, com objetivo de transmutar em imagens, costumes rústicos da região do extremo norte de Portugal, como as rocas de fiar e os teares. Os autores seguem a visão de Novalis, ao levar mais longe a abstração ficcional. Ao descrever a obra, João Bénard da Costa defende que Trás-os-Montes "não é um documentário sobre a província desse nome, mas uma espécie de auto-sagrado, é um filme que se pode aproximar do realismo mágico, servindo o ténue fio narrativo da obra para realçar o lado mágico de personagens e paisagens, buscando raízes no nosso imaginário colectivo". 

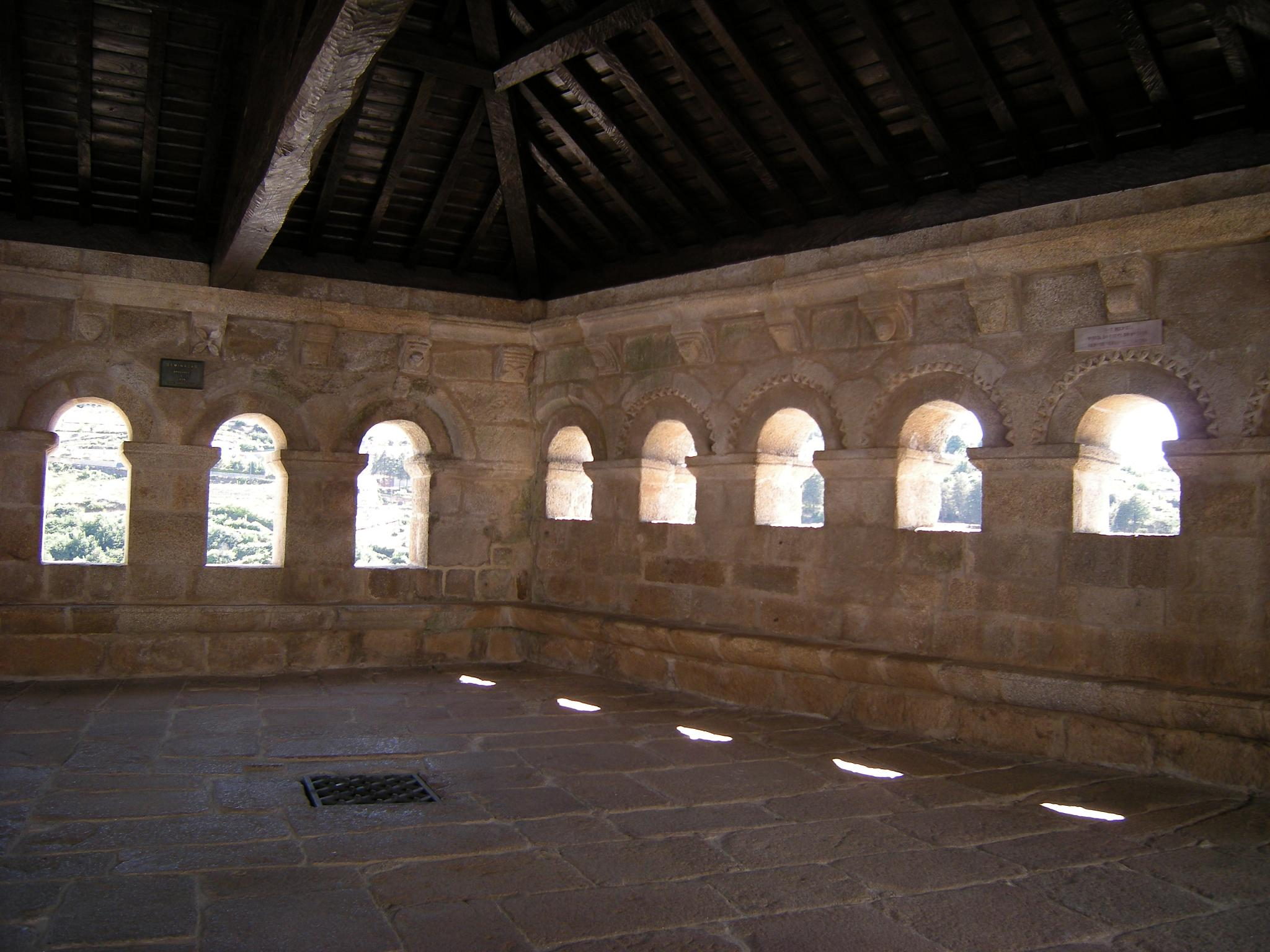
A cena na Domus de Bragança foi descrita pela Cahiers du Cinéma como chave dos temas do filme.

Demonstrando uma recusa em distinguir entre o fluxo do ciclo de vida e o fluxo das histórias, Margarida Cordeiro afirmou que com o filme "Nós queríamos traduzir em linguagem fílmica o nosso encantamento com as gentes, os animais, as paisagens e o modo de vida desta zona. Quisemos traduzir a maravilha que sentíamos". Nesse sentido, é constante uma tentativa de desconstrução de preceitos de cinema, pelo que a longa-metragem foge à simples redução etnológica, propondo em seu lugar uma fusão de linguagens e memórias de passado, presente e futuro (no filme, lendas milenares coexistem com cenas de um quotidiano presente). A sequência no Domus de Bragança, em que os atores dizem um texto de Franz Kafka, representa essa crença na força do cinema para promover o encontro com primitivismo e vanguarda, real e mito, noções de entropia e utopia.
As palavras recitadas e diálogos da imaginação das crianças ou das recordações dos personagens mais velhos representam uma das vertentes poéticas deste trabalho. Trás-os-Montes procura espelhar o confronto de culturas, dialetos de um lugar e memórias coletivas enquanto aborda, sem demagogia, temas como o trabalho mineiro, a emigração e a doença. O ponto de vista dos dois realizadores assume também a poesia e a narração vertical como elementos visuais, misturando cores, paisagens, sonoridades e figurinos. Rompe-se a conceção linear em benefício de uma conceção dinâmica e heterogénea, e a estética fílmica de Trás-os-Montes torna-se, assim, bastante complexa, por exemplo, pela montagem com raccords cromáticos, a seleção de materiais pela sua estética e a opção de não maquilhar os rostos.
Nota-se também um meticuloso trabalho dos cineastas quanto aos materiais cinematográficos, sobretudo o tempo (por exemplo, na definição exata dos clímaxes e dos períodos de descontração). Numa crónica acerca do filme, João Botelho comentou os paralelismos de silêncio, luz e duração entre as cenas da despedida de Ilda do seu pai e a cena em que um pai ensina o seu filho a pescar no rio Douro. Abordando este aspeto, António Belém Lima comentou as características arquitetónicas na composição dos planos e na montagem de Trás-os-Montes: "É um filme que elogia a estagnação, ou seja, a posição em pé, a sequência lenta". Acrescenta ainda que os cineastas assumem uma atitude de valorização fenomenológica de estar no mundo, reminiscente de Gaston Bachelard: "a nossa aprendizagem é, antes de tudo, uma aprendizagem corpo a corpo com a realidade (...) Daí (...) que todo o percurso do filme seja feito por crianças, as crianças que estão a formar-se e que estão a começar a aprender a perceber.
De facto, o universo infantil, retratado na sua pureza e inocência, é o mais preponderante na primeira parte do filme. As crianças servem como guias do espectador, enquanto exploram casas abandonadas, brincam num riacho e coincidem a sua realidade com os contos mitológicos das suas mães (histórias que aludem à ancestralidade celta da região). Na segunda parte do filme dominará o peso da distância e emigração. Uma das principais reflexões visuais do filme prende-se com o estado da interioridade da região transmontana, afastada das grandes cidades urbanas do litoral. É apresentado também como o problema da dinâmica do êxodo rural se faz sentir, através do despovoamento e do envelhecimento populacional. Nas aldeias ficam as mulheres e as crianças e é sentida a ausência dos homens, emigrados para países como a Alemanha, França ou Luxemburgo. Numa das cenas mais marcantes da obra, filma-se a pobreza e as consequência do clima austero numa comunidade tão dependente da agricultura, quando uma mulher recolhe pedaços de neve, que serão a refeição de uma família. Deste modo, o tema da perda e afastamento assume uma centralidade para além da ameaça das tradições, profissões e jogos típicos do território.
A abordagem do filme não se restringe a uma representação histórica, sócio-económica e política da região, mas ilustra-a também com um retrato da paisagem natural, enaltecendo a sua beleza e dureza. O filme inicia-se com o que foi descrito como "um poema topográfico" por via de um travelling das montanhas com um céu azul em tons de aguarela.
António Reis afirmou que Trás-os-Montes se tratava de "um filme sobre erosão", referindo-se à sua vertente progressiva e de resistência ao olhar turístico. Várias cenas de Trás-os-Montes foram comparadas em oposição com a linguagem do cinema do Estado Novo (presente nomeadamente em Ala-Arriba! de José Leitão de Barros) e com o cinema revolucionário. Se no filme de Leitão de Barros, as festas populares serviam de pano de fundo à história, embelezando o quadro, para Reis e Cordeiro estas são portadoras de outros significados. A única dança folclórica filmada em Trás-os-Montes surge descontextualizada, sem designação ou indicações de lugar, o que não desperta no espectador a sensação de pertença típica do cinema do Estado Novo. Por outro lado, se após a ditadura de Salazar, os cenários do cinema eram marcadamente urbanos, António Reis e Margarida Cordeiro afastaram-se dessas paisagens, reclamando a necessidade de um olhar criterioso para compreender a região rural. Nas palavras de Reis, o filme representa "uma luta corpo a corpo entre formas ancestrais e ultramodernas, entre lobos e um Peugeot 504, entre arados neolíticos e cilindros de gás". Sem citar a Revolução do 25 de Abril, os cineastas tentam com Trás-os-Montes conciliar os ideais do PREC com a exaltação das memórias transmontanas, através das suas sequências poéticas e metáforas visuais.

## Distribuição

### Lançamento
Por iniciativa dos cineastas, Trás-os-Montes teve a sua primeira exibição pública nos locais de rodagem, tendo anteestreado em Bragança e Miranda do Douro, respetivamente a 1 e 2 de maio de 1976. Trás-os-Montes foi distribuído comercialmente pela V.O. Filmes, tendo estreado a 11 de junho de 1976 no Cinema Satélite (Lisboa). Em França, a longa-metragem teve a sua estreia no Cinema Action République (Paris), a 22 de março de 1978.
Em 2018, o filme foi digitalizado pelo ANIM, Centro de Conservação da Cinemateca Portuguesa, uma versão realizada a partir dos melhores materiais existentes e supervisionada por Acácio de Almeida. Uma vez que a obra nunca foi editada em VHS ou DVD, Tiago Baptista (Diretor do Arquivo Nacional das Imagens em Movimento), admitiu que a cópia digital "passa mais tempo fora do arquivo do que em arquivo", dado o número de solicitações internacionais.

### Festivais
Desde o seu lançamento, o filme integrou a seleção oficial de inúmeros festivais e eventos cinematográficos, de entre os quais se destacam:
- Festival du Jeune Cinema de Toulon (França, 1976);[43]
- Mostra Internazionale del Nuovo Cinema de Pesaro (Itália, 1976);
- Festival de Cinema de Bedford (Reino Unido, 1976);
- Festival de Cinema de Mannheim (Alemanha, 1977);[44]
- Festival Internacional de Cinema de Roterdão (Países Baixos, 1977);[45]
- Festival de Cinema de Anvers (Bélgica, 1977);
- Festival de Cinema de Londres (Reino Unido, 1977);
- Festival de Cinema de Belgrado (Sérvia, 1978);
- Festival Internacional de Cinema de Veneza (Itália, 1978);
- 2ª Mostra Internacional de Cinema de São Paulo (Brasil, 1978);[3]
- Festival de Cinema de Lecce (Itália, 1979).

### Retrospetivas
Já no século XXI, a longa-metragem foi exibida em inúmeros festivais de cinema, no âmbito de sessões de retrospetiva do cinema de Reis e Cordeiro. Em 2002, Jean Rouch e Ricardo Costa, desenvolveram na Cinémathèque Française, com o apoio da Fundação Gulbenkian e do Instituto Camões de Paris, um ciclo dedicado aos realizadores de Trás-os-Montes e à região, que decorreu de 9 a 20 de outubro. A 7 de dezembro de 2007, a Cinemateca Portuguesa exibiu o filme no âmbito do ciclo O lugar dos ricos e dos pobres no Cinema e na Arquitetura em Portugal.
Em 2011, Trás-os-Montes tornou a ser exibido internacionalmente, no Festival de Cinema de Jeon-ju (Coreia do Sul). Esta exibição marcou o início da redescoberta internacional da obra de António Reis e Margarida Cordeiro, uma vez que no ano seguinte, o filme seria exibido na Áustria, na Vienalle '12, e nos Estados Unidos da América, no Harvard Film Archive, nos Anthology Film Archives, nos UCLA Film and Television Archives e no Pacific Film Archive, como parte do Programa Escola de Reis.
O Fórum do Real da edição de 2018 do Porto/Post/Doc promoveu uma retrospetiva integral da filmografia de Reis e Cordeiro, tendo exibido a 29 de novembro no Grande Auditório do Teatro Rivoli a cópia digital preparada pela Cinemateca Portuguesa, de Trás-os-Montes.

## Receção

### Audiência
Habituada à narração clássica de Hollywood, a população transmontana não compreendeu Trás-os-Montes, aquando as projeções de antestreia. Mostrou-se também desiludida por o filme não apresentar a escolas ou opções de transporte recém desenvolvidas na região, evidências de progresso. Muitos espectadores abandonaram as exibições com a chegada do intervalo. A segunda exibição em Miranda do Douro sofreu tentativas de boicote. Esta sessão foi descrita do seguinte modo: "As pessoas começaram a olhar – ainda por cima era uma projeção ao ar livre, no verão -, começaram a ver o filme e a achar-se insultadas (…) A ideia era que o António lhes estava a querer chamar uns atrasados que viviam como primitivos e que eram uns subdesenvolvidos. A certa altura aquilo chegou mesmo a criar um tumulto…"
Geraram-se protestos de diversa forma relativamente à longa-metragem, desde artigos críticos na imprensa regional, telegramas à Secretaria de Estado da Cultura de Lisboa, abaixo-assinados para o presidente da Fundação Gulbenkian, manifestações contra os realizadores e pedidos de destruição da película. Na edição de 7 de maio de 1976 do Mensageiro de Bragança, o filme é classificado de sinistro, faccioso e alienante, recorrendo a adjetivos como "macacada" e acusando-o de ser uma obra comunista. Bénard da Costa recorda que estas reações não surgiam dos intérpretes, mas de movimentos da direita política, "de uma pequena burguesia completamente fora deste mundo, que aspirava a ser uma burguesia urbana e que reagiu violentamente contra o filme".
António Reis e Margarida Cordeiro sentiram-se desgostados e entristecidos com esta receção em Trás-os-Montes, uma vez que o seu objetivo com o filme era prestar uma homenagem ao povo da região. Reis reagiu da seguinte forma: "O filme foi feito para pessoas providas de certas mentalidades, isto é para aquelas que sabem compreender e interpretar na imagem o que não está no enredo. Creio que Trás-os-Montes está ali, todo inteirinho e quem o não descortinou… não deve ter compreendido a «mensagem» que, na verdade, está lá dentro!". Margarida Cordeiro corroborou esta perspetiva: "Diga-me uma coisa: o público gosta da Roda dos Milhões, como é que vai perceber um filme como os nossos, tão trabalhados? São pedaços de gourmet, para quem percebe de filmes, e mesmo assim... Não têm o que o público está habituado a ter, apoios de atenção: uma jovem, sexo, violência, acção rápida, que é o que estão a fazer certos portugueses, estão a tentar ir por aí".
A estreia comercial do filme em Lisboa, apesar de não ter despoletado o mesmo nível de reação adversa, ficou longe do sucesso financeiro. Trás-os-Montes esteve, inclusivamente, em risco de sair do Cinema Satélite ao fim da sua primeira semana em cartaz, uma vez que para uma lotação diária à venda de 832 lugares, o filme teve a frequência média de 201 espectadores por dia e um total 1.410. A Direcção Geral da Acção Cultural garantiu a compra de um número fixo de bilhetes, o que permitiu que o filme se mantivesse nas sessões das 19 horas do Cinema Satélite.
Até o final do ano de estreia, Trás-os-Montes totalizaria 10.335 espectadores em Portugal.

### Crítica
O filme foi recebido de forma muito positiva pela crítica especializada portuguesa. As imagens poéticas, o sucesso da montagem e o tom do filme foram particularmente elogiados. Luís de Pina, no jornal O Dia, elogia a abordagem dos realizadores precisamente por ignorar os aspetos que a audiência transmontana crítica gostaria de ter encontrado na obra: "Em vez de barragens e das obras públicas que são legítimo orgulho dos transmontanos, António Reis e Margarida Cordeiro preferiram os cristais gelados de um arroio na manhã de Inverno, (...) a pedra antiquíssima das casas aparentemente humildes mas ricas de afecto, calor humano e saudades (...), preferiram a mistura poética de passado e presente, em que se fala de rocas de fiar e Branca Flor, em que se ouvem trechos de um cantar amigo e o português rude dos transmontanos se junta ao mirandês que nunca ouvimos em filmes". António Roma Torres (Jornal de Notícias) recomenda a visualização repetida do filme, considerando que "que Trás-os-Montes é um filme que vai sendo vários filmes, que de cada vez que se vê é uma experiência diferente em que ao espectador se não pede a simples atitude de consumidor passivo de uma obra já feita". Mário Damas Nunes, na revista Isto é Espectáculo, considera Trás-os-Montes uma obra máxima, não só política, mas patriótica, pelo modo como retrata o povo transmontano com tanta humildade quanto grandeza. Jorge Listopad (Expresso) num texto elogiativo da obra, revelou-se menos admirado com a mise-en-scène: "constitui os momentos mais frágeis, uma vez que se sente a sua mitologia artificial, como que intrusa no mundo de António Reis".
Trás-os-Montes tornou-se também uma das obras mais aclamadas do cinema português pela crítica internacional, impressionada pela representação poética da região pobre com as suas condições adversas, mas também com ricas tradições. Em 1978, Joris Ivens (Libération) admitia que "Trás-os-Montes continua a assombrar-me", uma vez que "a dosagem de som no filme é muito rigorosa e, muitas vezes, esses sons se implantam no grande silêncio de paisagens, pedras, árvores, todos eles relacionados com (...) uma poética de valores elementares". Jacques Siclier, no Le Monde, destaca o modo como a obra "rompe a narração clássica", bem como a sua cinematografia: "As imagens deste filme rodadas em 16 milímetros são de uma beleza confusa, sem que o esteticismo venha a apagar o significado histórico e social da visão".

### Premiações
O filme de Reis e Cordeiro obteve um enorme sucesso no circuito dos festivais, tendo sido agraciado, entre outros, com o Prémio da Crítica do Festival de Pesaro.
| Ano  | Premiação                          | Categoria               | Trabalho                                          | Resultado      | Ref.   |
| ---- | ---------------------------------- | ----------------------- | ------------------------------------------------- | -------------- | ------ |
| 1976 | Festival Cinematográfico de Toulon | Prémio Especial do Júri | Trás-os-Montes, António Reis e Margarida Cordeiro | Venceu         | [ 59 ] |
| 1976 | Festival Cinematográfico de Toulon | Prémio da Crítica       | Trás-os-Montes, António Reis e Margarida Cordeiro | Venceu         | [ 59 ] |
| 1976 | Festival de Pesaro                 | Prémio da Crítica       | Trás-os-Montes, António Reis e Margarida Cordeiro | Venceu         |        |
| 1977 | Festival de Mannheim               | Grande Prémio           | Trás-os-Montes, António Reis e Margarida Cordeiro | Venceu         |        |
| 1978 | Festival de Viermole               | Melhor Filme            | Trás-os-Montes, António Reis e Margarida Cordeiro | Venceu         | [ 23 ] |
| 1978 | Festival de Viermole               | Melhor Realização       | António Reis e Margarida Cordeiro                 | Venceu         | [ 23 ] |
| 1979 | Festival de Lecce                  | Melhor Cinematografia   | Acácio de Almeida                                 | Menção honrosa |        |

## Legado
Aquando a sua estreia, António-Pedro Vasconcelos comparou o valor estético de Trás-os-Montes com o dos filmes de Jean-Luc Godard, F.W. Murnau, Nicholas Ray, Jean Renoir, Roberto Rossellini e Jean Rouch. O próprio Jean Rouch defendeu que Trás-os-Montes inaugurava um novo cinema, dada a sua linguagem cinematográfica radical, poética e popular. A obra de António Reis e Margarida Cordeiro foi admirada internacionalmente por outros cineastas, como Jean-Marie Straub, e revelou-se um marco no cinema etnográfico.
A obra foi também decisiva para a identidade do cinema português contemporâneo, nomeadamente para realizadores como Pedro Costa, João César Monteiro, João Pedro Rodrigues e Joaquim Sapinho. Esse legado é evidente, por exemplo, em Veredas, onde César Monteiro aproveita uma parte dos sons onomatopaicos dos pastores de Trás-os-Montes. A longa-metragem de Reis e Cordeiro é também um predecessor da abordagem ao cinema direto de Costa, que assumiu o impacto do filme na sua formação na Escola Superior de Teatro e Cinema: "Quando vi Trás-os-Montes , lembro-me de ter pensado pela primeira vez que era possível filmar em Portugal. Eu ainda duvidava, não tinha certeza se continuaria na Escola, se estava no caminho certo. Trás-os-Montes foi de facto fundamental, ainda hoje, quando vejo o filme, esse sentimento volta. Não é que seja «o filme que me faz fazer filmes», não é nada disso... Mas é um filme que me faz assegurar, ainda com mais segurança, que posso fazer filmes aqui em Portugal. É estranho. Reis, mais do que qualquer outro cineasta português, tem esse efeito em mim".
Em homenagem da influência formativa e legado de António Reis como docente de produção cinematográfica e estética na Escola Superior de Teatro e Cinema de Lisboa a filmografia de Reis e Cordeiro foi adaptada num programa com curadoria de Haden Guest, diretor do Harvard Film Archive. Intitulado Escola de Reis, este programa conta igualmente com uma seleção de obras contemporâneas de alunos de António Reis. O programa foi apresentado em associação com o Los Angeles Filmforum.